# Mu’allaki

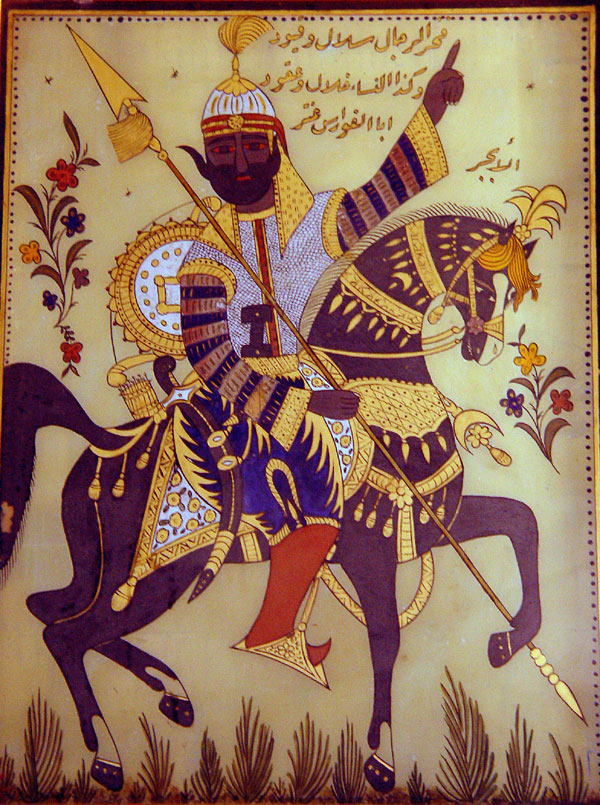
Antara Ibn Szaddad, jeden z autorów poematów wchodzących w skład zbioru

Mu'allaki (arab. mu‘allaqāt - zawieszone) – zbiór siedmiu (według innych źródeł: dziewięciu lub dziesięciu) staroarabskich kasyd zebranych w VIII wieku, które zostały uznane za wzór poetyckiej doskonałości.
Zostały ułożone przez poetów przedmuzułmańskich w okresie zwanym dżahilijja. Najczęściej wymienia się siedmiu poetów – autorów mu'allaqat: Imru al-Kajsa, Tafarę al-Abdi'ego, Zuhajra Ibn Abi'ego Sulmę, Labida Ibn Rabi’a, Amra Ibn Kulsuma, Antarę Ibn Szaddada i Harisa Ibn Hillizę. W późniejszych przekazach wymienia się również: Al-Aszę Majmuna, An-Nabighi az-Zubjaniego, oraz Abida Ibn al-Abrasa. Jak cała twórczość literacka tego okresu, były najpewniej przekazywane ustnie. Po raz pierwszy miały zostać zebrane i spisane w VIII wieku przez Hammada al-Rawijję. Według podania z X wieku miały one być one wyszyte złotem na jedwabiu i zawieszone w świątyni Al-Kaaba w Mekce. Stąd pochodzi ich inna nazwa: Mozahhabat, czyli pozłacane. Ich polskie wydanie ukazało się w 1981 pt. Siedem kasyd staroarabskich.